# Gajsinghpur
Gajsinghpur é uma cidade e um município no distrito de Ganganagar, no estado indiano de Rajastão.

## Demografia
Segundo o censo de 2001, Gajsinghpur tinha uma população de 9507 habitantes. Os indivíduos do sexo masculino constituem 54% da população e os do sexo feminino 46%. Gajsinghpur tem uma taxa de literacia de 64%, superior à média nacional de 59.5%: a literacia no sexo masculino é de 69% e no sexo feminino é de 58%. Em Gajsinghpur, 14% da população está abaixo dos 6 anos de idade.